# 루트비히 구트만
루트비히 구트만(독일어: Ludwig Guttmann, 1899년 7월 3일 ~ 1980년 3월 18일)은 독일의 신경과 의사였다. 장애인을 위한 스포츠 행사인 스토크맨더빌 게임을 설립했으며, 이 게임은 영국에서 패럴림픽으로 발전했다. 제2차 세계 대전이 시작되기 직전 나치 독일에서 도망친 유대인 의사인 구트만은 장애인을 위한 조직적인 신체 활동의 창시자였다.